# Sonja Rolén
Sonja Rolén (13 de mayo de 1896 - 18 de noviembre de 1956) fue una actriz y cantante de nacionalidad sueca.

## Biografía
Su verdadero nombre era Sonja Schmidt, y nació en Kalmar, Suecia, falleciendo en el año 1956 en Estocolmo, Suecia. Desde el año 1916 estuvo casada con el actor Artur Rolén.

## Filmografía
- 1949 : Bara en mor
- 1949 : Janne Vängman på nya äventyr
- 1949 : Åsa-Nisse
- 1950 : När kärleken kom till byn
- 1951 : Fröken Julie
- 1952 : Åsa-Nisse på nya äventyr
- 1956 : Främlingen från skyn